# 2016年リオデジャネイロオリンピックのエチオピア選手団
2016年リオデジャネイロオリンピックのエチオピア選手団（2016ねんリオデジャネイロオリンピックのエチオピアせんしゅだん）は、2016年8月5日から8月21日にかけてブラジルのリオデジャネイロで開催された2016年リオデジャネイロオリンピックのエチオピア選手団、およびその競技結果。

## 概要
今大会は金メダル1個、銀メダル2個、銅メダル5個の合計8個のメダルを獲得した。
陸上女子10000mではアルマズ・アヤナが、王軍霞の持つ世界記録を23年ぶりに更新して金メダルを獲得した。

## メダル
| メダル | 選手名                 | 競技 | 種目         |
| ------ | ---------------------- | ---- | ------------ |
| 金     | アルマズ・アヤナ       | 陸上 | 女子10000m   |
| 銀     | フェイサ・リレサ       | 陸上 | 男子マラソン |
| 銀     | ゲンゼベ・ディババ     | 陸上 | 女子1500m    |
| 銅     | ハゴス・ゲブリウェト   | 陸上 | 男子5000m    |
| 銅     | タミラト・トラ         | 陸上 | 男子10000m   |
| 銅     | アルマズ・アヤナ       | 陸上 | 女子5000m    |
| 銅     | ティルネシュ・ディババ | 陸上 | 女子10000m   |
| 銅     | マレ・ディババ         | 陸上 | 女子マラソン |